# Sie werden aus Saba alle kommen, BWV 65
Sie werden aus Saba alle kommen, BWV 65 (Tots ells vindran de Saba), és una cantata religiosa de Johann Sebastian Bach per al dia de Reis, estrenada a Leipzig, el 6 de gener de 1724.

## Origen i context
Llibret d'autor anònim, en el primer número introdueix un versicle del llibre d'Isaïes (60, 6), en el segon la quarta estrofa de l'himne Ein Kind geborn zu Bethlehem que apareix en el cançoner de Valentin Babst (1545), i en el coral que clou la cantata l'última estrofa de Ich habe ib Gottes Herz und Sinn de Paul Gerhardt (1647). Fa contínues referències a les lectures del dia, l'epístola amb el fragment del profeta Isaïes, que anuncia la conversió dels pagans, i l'evangeli segons Mateu (2, 1-12). Per a aquest dia de Reis es conserven, a més, la cantata BWV 123 i la sisena de l'Oratori de Nadal (BWV 248).

## Anàlisi
Obra escrita per a tenor, baix i cor; dues trompes, dues flautes de bec, dos oboe da caccia, corda i baix continu. Consta de set números.
1. Cor: Sie werden aus Saba alle kommen (Tots ells vindran de Saba)
2. Coral: Die Kön'ge aus Saba kamen dar (Els reis de Saba, ja són vinguts)
3. Recitatiu (baix): Was dort Jesaias vorhergesehn (Tot el que havia predit profeta Isaïes)
4. Ària (baix): Gold aus Ophir ist zu schlecht (L'or d'Ofir no val res)
5. Recitatitu (tenor): Verschmähe nicht (O, llum de l'ànima meva)
6. Ària (tenor): Nimm mich dir zu eigen hin (Rep el meu cor, que t'ofreno)
7. Coral: Ei nun, mein Gott, so fall ich dir (Ah, Déu meu, em deixo anar)

La introducció instrumental del primer cor, amb el so llunyà de les trompes i la resposta de la resta de l'orquestra, anuncia la caravana dels Reis Mags camí de Betlem per honorar el Messies, és d'una enorme solemnitat; el número consta de tres seccions, cadascuna en forma de fuga, i aconsegueix generar una gran exaltació del Nen Jesús. En contra del costum, aquest cor es veu ampliat en el coral següent, a cappella, molt més serè. El recitatiu de baix, número 3, comenta la profecia d'Isaïes de l'oferiment d'or, encens i mirra, que representen la fe, la pregària i la paciència, respectivament, que explica el mateix baix en l'ària següent. A partir d'aquest punt, apareix l'argument alternatiu, davant dels oferiments terrenals, els creients s'inclinen pels béns espirituals; sentiment que canta el tenor acompanyat de tota l'orquestra amb una protagonisme especial de les flautes, a ritme de dansa. El coral final canta el text indicat amb la melodia de l'himne Was mein Gott will das g’scheh allzeit, que de fet és la melodia profana de Il me suffit de tous maux de Claude de Sermisy (1529). Té una durada aproximada d'un quart d'hora.

## Discografia seleccionada
- J.S. Bach: Das Kantatenwerk. Sacred Cantatas Vol. 4. Nikolaus Harnoncourt, Tölzer Knabenchor (Gerard Schmidt-Gaden, director del cor), Concentus Musicus Wien, Kurt Equiluz, Ruud van der Meer. (Teldec), 1994.
- J.S. Bach: The complete live recordings from the Bach Cantata Pilgrimage. CD 3: Nikolaikirche, Leipzig; 6 de gener de 2000. John Eliot Gardiner, Monteverdi Choir, English Baroque Soloists, James Gilchrist, Peter Harvey. (Soli Deo Gloria), 2013.
- J.S. Bach: Complete Cantatas Vol. 8. Ton Koopman, Amsterdam Baroque Orchestra & Choir, Jörg Dürmülle, Klaus Mertens. (Challenge Classics), 2005.
- J.S. Bach: Cantatas Vol. 21. Masaaki Suzuki, Bach Collegium Japan, James Gilchrist, Peter Kooij. (BIS), 2003.
- J.S. Bach: Church Cantatas Vol. 20. Helmuth Rilling, Gächinger Kantorei, Bach-Collegium Stuttgart, Adalbert Kraus, Wolfgang Schöne. (Hänssler), 1999.
- J.S. Bach: Cantatas for the Liturgocal Year Vol. 4 . Sigiswald Kuijken, La Petite Bande, Jan Kobow, Jan van der Crabben. (Accent), 2007.